# The Dark Side – Special Rock Edition
The Dark Side – Special Rock Edition – szósty album zespołu Gregorian w wersji limitowanej.

## Lista utworów
1. "Ave Satani (The Omen)"
2. "Hurt"
3. "My Immortal"
4. "The Four Horsemen"
5. "Unbeliever"
6. "More"
7. "Close My Eyes Forever"
8. "Gregorian Anthem"
9. "The Raven"
10. "Nothing Else Matters" (utwór dodatkowy)